# 科特迪瓦國家奧林匹克和體育委員會
科特迪瓦國家奧林匹克和體育委員會（Côte d'Ivoire National Olympic and Sports Committee）是科特迪瓦的國家奧林匹克委員會。該組織成立於1962年，是國際奧委會和非洲國家奧林匹克委員會聯合會的成員。1968年，首次派員參加在日本東京舉行的夏季奧運會。
現時，科特迪瓦國家奧林匹克和體育委員會的總部設在阿比讓，主席是Lassana Palenfo。

## 資料來源
1. ↑  .   [2014-04-03]. （原始内容存档于2009-01-06）.